# 三棱針
是中醫用於刺破出血的醫針。多用不銹鋼製成。針柄呈圓柱狀，針身至針尖呈三角錐形，刃尖鋒利，分大、中、小三型，臨床可根據不同病症及病人形體強弱，適當選擇用針型號。用三棱針刺破浮絡、孫絡，可促進局部氣血運行，有疏經通絡、活血化瘀、開竅清熱、消腫止痛的功效。